# Esther Hansen
Esther Hansen (* 18. Dezember 1969) ist eine deutsche literarische Übersetzerin.

## Leben
Esther Hansen absolvierte ein Studium der Romanistik, Anglistik und Germanistik an der Heinrich-Heine-Universität Düsseldorf. Nebenbei war sie als freie Mitarbeiterin im Lektorat des Econ Verlages tätig und betreute dabei sowohl einzelne Titel als auch eine Buchreihe. Nach dem Diplom und einer zweijährigen Mitarbeit in einer Düsseldorfer Verlagsagentur widmete sie sich vermehrt dem Übersetzen, hauptsächlich aus dem Italienischen.
Seit 2001 lebt Esther Hansen in Köln als freiberufliche literarische Übersetzerin, Gutachterin und Lektorin und übersetzt vorwiegend erzählende Literatur für Verlagshäuser wie Wagenbach, Aufbau, Schöffling, Blanvalet, C. Bertelsmann, Piper u. a.
Sie ist Mitglied im Verband deutschsprachiger Übersetzer literarischer und wissenschaftlicher Werke (VdÜ).

## Auszeichnungen
2007: Bode-Stipendium des Deutschen Übersetzerfonds e.V.
2008: Nachwuchsförderpreis zum Deutsch-Italienischen Übersetzerpreis, verbunden mit Arbeitsaufenthalt in der Villa Massimo, Rom
2011, 2014, 2022: Arbeits-, Reise- und Aufenthaltsstipendien des Deutschen Übersetzerfonds e.V.

## Übersetzungen
Esther Hansen hat Werke u. a. von Viola Ardone, Daria Bignardi, Ascanio Celestini, Vincenzo Cerami, Mauro Covacich, Marcello Fois, Marco Missiroli, Francesca Melandri, Michela Murgia, Enrico Palandri, Vanessa Roggeri, Goliarda Sapienza und Nadia Terranova aus dem Italienischen ins Deutsche übersetzt.